# Iglesia de Santa María de Llerona
Santa María de Llerona es una iglesia de origen prerrománico, datada en el año 990. Es la iglesia parroquial desde 1575, ya que antes lo era la ermita de San Iscle ubicada cerca de Can Guilla.

## Edificio
La planta de la iglesia, que aún permanece, es de cruz latina con tres ábsides cuadrados, que conservan el recuerdo prerrománico. El portal con una arquivolta apoyada sobre columnas con capiteles decorados y las ventanas de doble derrame evidencian la obra del siglo XII. Posteriormente se fortificaron por encima de los brazos de la cruz con dos torres desiguales.
En el siglo XII se amplió con la edificación de dos capillas bajo los brazos de la cruz y en el siglo XVII, convirtieron el campanario de espadaña en la actual sala de campanas.

## Historia
Durante la segunda Guerra de los Remensas el edificio se fortificó y acogió a los sublevados. El 28 de marzo de 1485, Pere Joan Sala, líder de la revuelta fue vencido y capturado en Llerona y ejecutado en Barcelona inmediatamente después.
En 1936, la iglesia y los archivos fueron quemados. Se ha reconstruido el archivo y se tiene constancia del movimiento parroquial desde 1901, además de haber copiado muchos otros escritos del 1200 hasta hoy.